# 오카모토 다쓰야
오카모토 다쓰야(일본어: 岡本 達也, 1986년 9월 19일 ~ )는 일본의 축구 선수이다.

## 구단 경력
과거주빌로 이와타, 미토 홀리호크, 가이나레 돗토리에서 활동하였다.